# Takamoto Katsuta
Takamoto Katsuta (勝田 貴元) (Nagoya, Japó, 17 de març de 1993) és un pilot de ral·li japonès que disputa el Campionat Mundial de Ral·lis amb l'equip oficial Toyota Gazoo Racing WRT, el qual ha tingut cura de la seva formació i promoció de la mà de Tommi Mäkinen amb la voluntat de tenir un pilot japonès dins del WRC.

## Trajectòria
Katsuta s'inicia dins del automobilisme disputant el campionat japonès de Fórmula 3, però a partir del 2015 s'inicia a la disciplina de ral·li de la mà de Tommi Mäkinen i Toyota amb l'equip Tommi Mäkinen Racing. Sota la supervisió de Mäkinen, Katsuta disputa ral·lis a Finlàndia i Letònia amb un Subaru Impreza WRX. La voluntat del fabricant japonès era formar un pilot nipó per disputar en un futur les victòries al Campionat Mundial de Ral·lis amb Toyota, encarregant aquesta tasca al campió mundial finlandès, que a més a més realitzaria la tasca de director del equip oficial.
Katsuta millora resultats als ral·lis finlandesos l'any 2016 i disputa amb un Ford Fiesta R5 el Ral·li d'Estònia del Campionat d'Europa de Ral·lis. A més a més, sota la promoció de Mäkinen també disputaria el Ral·li de Finlàndia dins la categoria WRC 2 del Campionat Mundial de Ral·lis.
A partir de la temporada 2017 disputa de forma completa la categoria WRC 2 amb un Ford Fiesta R5, assolint el tercer lloc del podi dins de la categoria al Ral·li de Sardenya l'any 2017, la victòria al Ral·li de Suècia l'any 2018 i el Ral·li de Xile l'any 2019. En paral·lel, l'any 2019 debuta a la màxima categoria del Campionat Mundial de Ral·lis amb un Toyota Yaris WRC de l'equip Tommi Mäkinen Racing al Ral·li d'Alemanya i al Ral·li de Catalunya.
Finalment, la temporada 2020, després de tot el seu procès formatiu, Katsuta s'incorpora al equip Toyota Gazoo Racing WRT per disputar el Campionat Mundial de Ral·lis. La temporada 2020 finalitza en tretzena posició i la temporada 2021 en setena posició, finalitzant segon al Ral·li Safari. La temporada 2022 finalitza en cinquena posició final, aconseguint acabar tercer tant al Ral·li Safari com al Ral·li del Japó, mentre que a la temporada 2023 finalitza el Mundial en setena posició, aconseguint pujar al tercer lloc del podi al Ral·li de Finlàndia i la temporada 2024 en sisena posició, acabant segon en el Ral·li Safari.